# Óscar Ramos Preciado
Óscar Ramos (Cali, Valle del Cauca, Colombia; 4 de febrero de 1988) es un futbolista colombiano que se desempeña como arquero.

## Clubes
| Club                     | País     | Año         | PJ | Goles |
| ------------------------ | -------- | ----------- | -- | ----- |
| Deportivo Cali           | Colombia | 2007        | 1  | 0     |
| Córdoba F.C.             | Colombia | 2007 - 2008 | 16 | 0     |
| Deportivo Cali           | Colombia | 2008        | 1  | 0     |
| Academia Compensar       | Colombia | 2009        | 10 | 0     |
| Depor Aguablanca         | Colombia | 2010 - 2011 | 0  | 0     |
| Universitario de Popayán | Colombia | 2012        | 41 | 0     |
| Deportivo Pasto          | Colombia | 2013        | 12 | 0     |
| Unión Magdalena          | Colombia | 2014        | 18 | 0     |
| Deportes Quindío         | Colombia | 2015        | 15 | 0     |
| Universitario de Popayán | Colombia | 2016        | 18 | 0     |
| Orsomarso                | Colombia | 2017 - 2019 | 71 | 5     |
| Real Cartagena           | Colombia | 2019 - 2021 | 36 | 3     |
| Jaguares de Córdoba      | Colombia | 2021        | 5  | 0     |
| Real Cartagena           | Colombia | 2022        | 25 | 1     |

## Goles anotados
| #  | Fecha      | Torneo           | Club           | Res. | Adversario               | Modo       | Arquero Rival     |
| -- | ---------- | ---------------- | -------------- | ---- | ------------------------ | ---------- | ----------------- |
| 1. | 23-08-2017 | Segunda División | Orsomarso      | 1-1  | Atlético de Cali         | Penal      | Johan Wallens     |
| 2. | 1-10-2017  | Segunda División | Orsomarso      | 1-2  | Universitario de Popayán | Penal      | Juan Sarmiento    |
| 3. | 6-03-2018  | Segunda División | Orsomarso      | 1-1  | Deportivo Pereira        | Penal      | Luis Hurtado      |
| 4. | 15-04-2018 | Segunda División | Orsomarso      | 3-1  | Barranquilla FC          | Penal      | Reinaldo Fontalvo |
| 5. | 6-04-2019  | Segunda División | Orsomarso      | 2-3  | Club Llaneros            | Penal      | Omar Rodríguez    |
| 6. | 20-02-2020 | Copa Colombia    | Real Cartagena | 2-1  | Atlético de Cali         | Tiro libre | Jeison Pinillo    |
| 7. | 30-09-2020 | Copa Colombia    | Real Cartagena | 1-1  | Tigres FC                | Tiro libre | Edwin Ortega      |
| 8. | 2-04-2021  | Segunda División | Real Cartagena | 2-1  | Itagüí Leones            | Tiro libre | Yesid Holguín     |
| 9. | 23-01-2022 | Segunda División | Real Cartagena | 2-1  | Tigres FC                | Penal      | Sebastián Duque   |